# 마셜 제도 요리
마셜 제도 요리(Marshall諸島 料理, 마셜어: m̧ōn̄ā in m̧ajeļ 멍애 인 마젤, 영어: Marshallese cuisine 마셜리즈 퀴진[*])는 미크로네시아 지역에 있는 마셜 제도의 요리이다. 일반적인 전통 음식에는 빵나무 열매, 코코넛, 바나나, 파파야, 해산물, 판다누스 및 브위로가 있다.

## 일반적인 음식

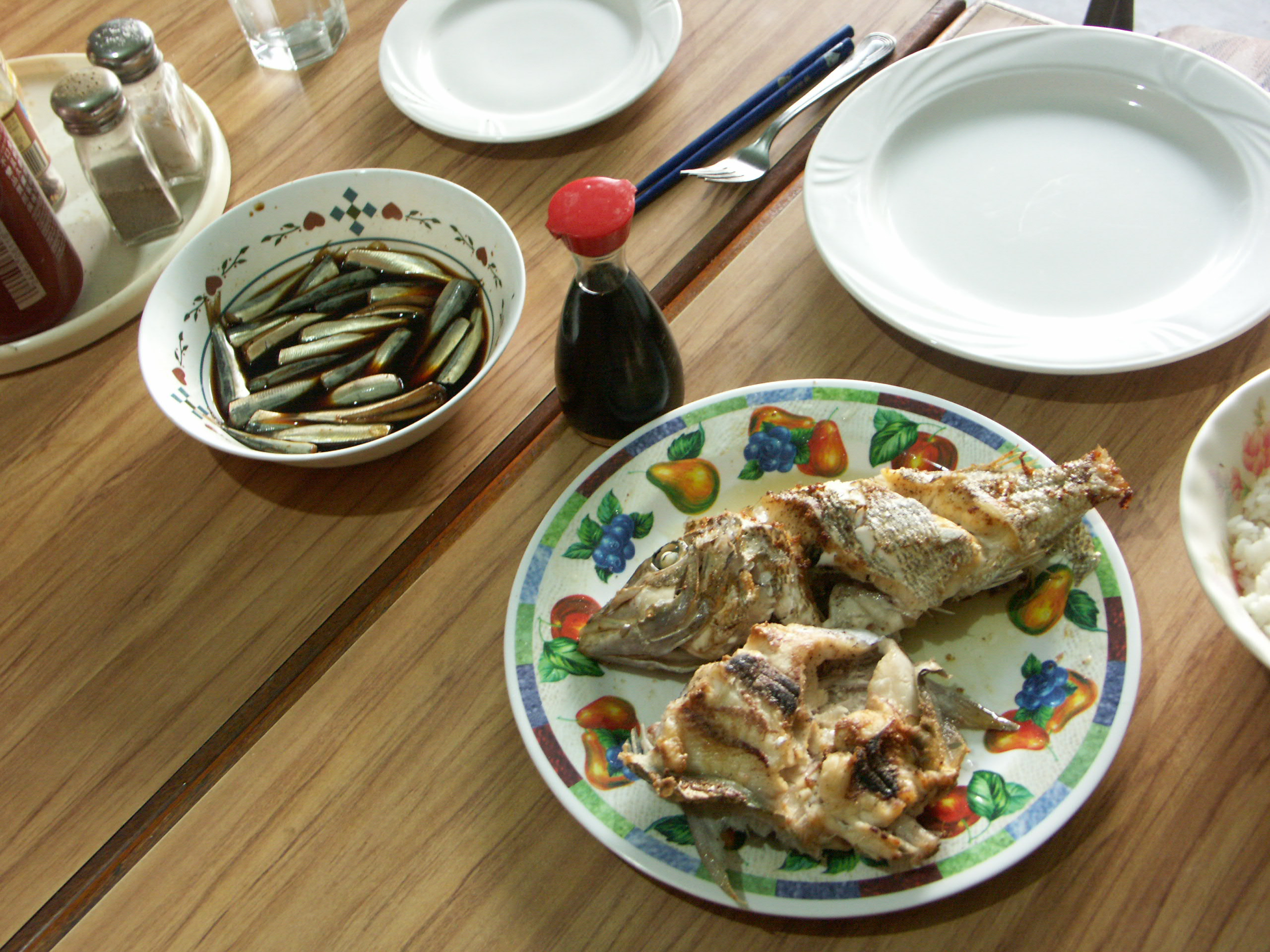

마셜 제도의 음식에는 빵나무 열매, 바나나, 코코넛, 파파야, 주먹밥과 같은 쌀 요리가 포함된다. 빵나무 열매는 생선과 마찬가지로 주식이며, 마셜 제도의 평균 생선 소비량은 연간 240파운드이다.

## 같이 보기
- 미크로네시아 요리